# 인버클라이드

인버클라이드

인버클라이드(영어: Inverclyde, 스코틀랜드 게일어: Inbhir Chluaidh)는 스코틀랜드의 의회 구역으로 행정 중심지는 그리녹이며 면적은 160km2, 인구는 81,000명(2010년 기준), 인구 밀도는 497명/km2이다. 이스트렌프루셔, 렌프루셔와 접한다.